# Castejón de Monegros
Castejón de Monegros est une commune d’Espagne, dans la province de Huesca, communauté autonome d'Aragon comarque de Monegros.

## Culture
La ville est l'un des lieux de tournage du film Incerta glòria d'Agustí Villaronga sorti en 2017, dont le sujet se rapporte à la guerre d'Espagne et à ses conséquences sur les personnes engagées dans cette guerre, d'après le livre Gloire incertaine de Joan Sales.